# Day Tripper
"Day Tripper" là ca khúc của ban nhạc The Beatles, nằm trong đĩa đơn mặt A-kép cùng với "We Can Work It Out". Cả hai ca khúc đều được thu âm trong thời kỳ album Rubber Soul. Đĩa đơn giành được vị trí quán quân tại Anh và vị trí số 5 tại Billboard Hot 100 vào tháng 1 năm 1966.

## Thành phần tham gia sản xuất
Theo Ian MacDonald và Mark Lewisohn:
- John Lennon – hát chính, hát bè, hát nền, guitar lead, guitar nền.
- Paul McCartney – hát chính, hát bè, hát nền, bass.
- George Harrison – hát nền, guitar lead.
- Ringo Starr – trống, sắc-xô.